# آرئویک (فیلم)
آرئویک (ارمنی: Արևիկ) یک فیلم ملودرام محصول سال ۱۹۷۸ به کارگردانی آرنولد آقابابوف است.

## بازیگران
- سوفیکو چیارلی
- آرمن ژیگارخانیان
- خورن آبراهامیان
- راماز چخیکواتسه
- نینا گیوزالیان
- کارن جانگیروف
- آزات شرانتس
- آروس آزناووریان
- ه. میناسیان[الف]
- سرگئی چولاخیان
- لیوسیا هوهانیسیان
- نونا پتروسیان
- کارن جانیبکیان
- یرواند ماناریان
- آرتاشس گیوداکیان
- لئونارد سارکیسف
- ملینه هامامجیان
- رازمیک آرویان
- ه. هایراپتیان [ب]
- م. مورادیان[پ]
- ل. سالاخیان[ت]
- م. آبوسفیان[ث]
- ورژ هاکوبیان
- س. لالایان[ج]
- آ. ژامکوچیان[چ]

## یادداشت
1. ↑  Հ. Մինասյան
2. ↑  Հ. Հայրապետյան
3. ↑  Մ. Մուրադյան
4. ↑  Լ. Սալախյան
5. ↑  Մ. Աբուսեֆյան
6. ↑  Ս. Լալայան
7. ↑  Ա. Ժամկոչյան